# Роман (Гаврилов)
Епи́скоп Рома́н (в миру Геннадий Михайлович Гаврилов; 3 февраля 1957, город Кольчугино, Владимирская область) — епископ Русской православной церкви, епископ Серпуховской, викарий патриарха Московского и всея Руси, благочинный монастырей Московской епархии, настоятель Высоцкого монастыря города Серпухова Московской области. Тезоименитство — 29 июля (11 августа).

## Биография

### До архиерейства
Родился в православной семье из рабочих в городе Кольчугино Владимирской области.
В 1974 году окончил 10 классов Давыдовской средней школы и в этом же году поступил рабочим на завод имени Серго Орджоникидзе.
С 1975 по 1977 год служил в рядах Советской Армии. По демобилизации из армии был направлен на работу инспектором в отдел охраны административных зданий города Москвы.
С 1978 по 1980 год обучался в Московском институте стали и сплавов.
19 августа 1980 года, в праздник Преображения Господня, в Свято-Троицком храме села Низкое Московской области иеромонахом Иосифом (Балабановым) пострижен в рясофор.
С 14 августа по 17 декабря 1981 года нёс послушание псаломщика в Свято-Параскевинском храме села Великодворье Гусь-Хрустального района Владимирской области.
17 декабря 1981 года, в день памяти святой великомученицы Варвары и преподобного Иоанна Дамаскина, в домовой церкви Архиерейских покоев при Владимирском епархиальном управлении секретарём архиепископа Владимирского и Суздальского архимандритом Алексием (Кутеповым) пострижен в монашество с наречением имени Роман, в честь Романа Киржачского, ученика преподобного Сергия Радонежского.
19 декабря 1981 года, в день памяти Николая Чудотворца, в Свято-Успенском кафедральном соборе города Владимира архиепископом Владимирским и Суздальским Серапионом (Фадеевым) рукоположён в сан иеродиакона, а на следующий день, 20 декабря 1981 года, — в сан иеромонаха к Успенскому собору.
С 1 по 20 января 1982 года был клириком Князьвладимирского храма города Владимира.
С 20 января 1982 года по 15 апреля 1986 года — делопроизводитель Владимирского епархиального управления.
В 1983 году поступил в Московскую духовную семинарию на заочное отделение.
18 октября 1983 года Патриархом Московским и всея Руси Пименом удостоен права ношения наперсного креста.
7 апреля 1985 года, в праздник Благовещения Пресвятой Богородицы, архиепископом Владимирским и Суздальским Серапионом возведён в сан игумена.
20 января 1986 года Патриархом Пименом к празднику Святой Пасхи удостоен права ношения палицы.
С 15 апреля 1986 года по 2 декабря 1987 года служил настоятелем Успенского храма города Петушки.
20 апреля 1987 года Патриархом Пименом удостоен права ношения креста с украшениями.
2 декабря 1987 года переведён в клир Кишинёвско-Молдавской епархии.
С 22 декабря 1987 года по 2 ноября 1990 года — настоятель Преображенского собора города Бендеры.
6 января 1988 года митрополитом Кишинёвским и Молдавским Серапионом возведён в сан архимандрита.
В связи с юбилеем 1000-летия Крещения Руси в 1988 году Святейшим Патриархом Пименом награждён орденом святого равноапостольного великого князя Владимира III степени.
14 октября 1988 года назначен членом Епархиального совета Кишинёвской епархии.
В том же году награждён орденом преподобного Сергия Радонежского III степени.
В 1989 году в ознаменование юбилея 400-летия учреждения Патриаршества на Руси Святейшим Патриархом Пименом удостоен права служения Божественной литургии с открытыми Царскими вратами до «Отче наш…»
В 1990 году избран членом президиума Общества Милосердия города Бендеры Молдавской ССР.
18 февраля 1991 года принят в клир Московской епархии и указом митрополита Крутицкого и Коломенского Ювеналия назначен настоятелем Преображенского храма города Железнодорожного.
20 апреля 1991 года указом митрополита Крутицкого и Коломенского Ювеналия назначен благочинным церквей Щёлковского округа.
26 ноября 1992 года назначен настоятелем Борисоглебского храма города Дмитрова Московской области с оставлением в должности благочинного церквей Щёлковского округа и настоятеля Преображенского храма города Железнодорожного.
С 9 февраля 1993 года по 29 декабря 1994 года — член Епархиального совета Московской епархии.
23 февраля 1993 года Священным синодом Русской православной церкви утверждён в должности настоятеля Борисоглебского мужского монастыря города Дмитрова Московской области.
С 26 марта 1993 года по 9 ноября 1995 года — благочинный церквей Балашихинского округа.
С 9 ноября 1995 года по 7 октября 2005 года — благочинный церквей Дмитровского округа.
С 19 сентября 1997 года по 7 октября 2005 года — настоятель Успенского кафедрального собора города Дмитрова Московской области и председатель Приходского совета.
С 10 декабря 2004 года — благочинный монастырей Московской епархии.
С 13 мая по 18 октября 2005 года — настоятель приписанной к Успенскому собору Елизаветинской церкви города Дмитрова.
8 августа 2005 года митрополитом Крутицким и Коломенским Ювеналием поручено временное исполнение по совместительству обязанностей настоятеля Вознесенской Давидовой пустыни посёлка Новый Быт Чеховского района Московской области и обязанностей благочинного церквей Чеховского округа.
6 октября 2005 года Священным синодом Русской православной церкви назначен настоятелем Вознесенской Давидовой пустыни посёлка Новый Быт Чеховского района Московской области, а 7 октября указом митрополита Крутицкого и Коломенского Ювеналия — благочинным церквей Чеховского округа.
В 2006 году заочно окончил МДС. В этом же году зачислен на I курс экстерната Московской духовной академии (Богословское отделение).

### Архиерей

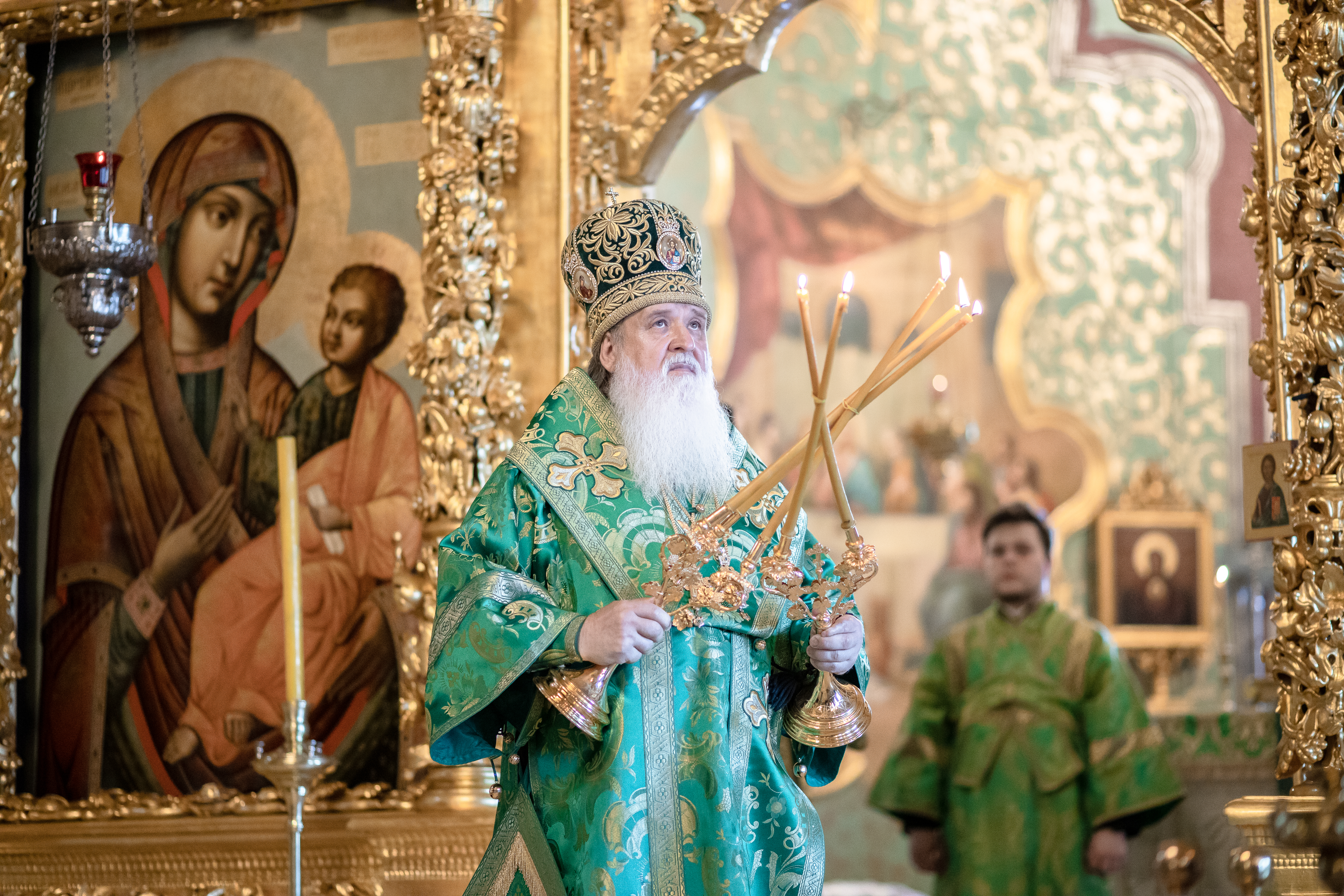
Епископ Роман (Гаврилов) в Троице-Сергиевой лавре. 17 июля 2021 года

19 июля 2006 года определением Священного синода избран епископом Серпуховским, викарием Московской епархии.
8 августа 2006 года в домовом храме Патриаршей резиденции Свято-Данилова монастыря наречен во епископа Серпуховского.
10 августа 2006 года в Смоленском соборном храме столичного Новодевичьего монастыря состоялась его хиротония во епископа Серпуховского, викария Московской областной епархии. Хиротонию совершили: Патриарх Московский и всея Руси Алексий II, митрополиты Крутицкий и Коломенский Ювеналий (Поярков), митрополит Калужский и Боровский Климент (Капалин), архиепископ Можайский Григорий (Чирков), архиепископ Тульский и Белёвский Алексий (Кутепов), архиепископ Владимирский и Суздальский Евлогий (Смирнов), архиепископ Курский и Рыльский Герман (Моралин), архиепископ Ярославский и Ростовский Кирилл (Наконечный), епископ Биробиджанский и Кульдурский Иосиф (Балабанов), епископ Видновский Тихон (Недосекин), епископ Сергиево-Посадский Феогност (Гузиков).
С 20 декабря 2006 года по 22 декабря 2009 года был членом Епархиального совета Московской епархии.
19 февраля 2007 года освобождён от должности благочинного церквей Чеховского округа.
В 2008 году окончил Московскую духовную академию.
5 октября 2011 года определением Священного синода назначен настоятелем Высоцкого монастыря города Серпухова Московской области с освобождением от обязанностей настоятеля (игумена) Вознесенской Давидовой пустыни поселка Новый Быт Чеховского района Московской области.
13 апреля 2021 года определено быть викарием патриарха Московского и всея Руси (тем же решением Синода Серпухов включался в состав новообразованной Подольской епархии).

## Награды

### Церковные
- Орден святого благоверного князя Даниила Московского II степени (2007)[13]
- Орден преподобного Сергия Радонежского II (31 августа 2003)[14] и III степени (1988)
- Орден святого равноапостольного великого князя Владимира III степени (1988)
- Орден преподобного Серафима Саровского III степени (2014 год) — во внимание к помощи в реставрации Николо-Пешношского монастыря[15]
- памятная панагия (2012)[16]